# Första spadtaget
Första spadtaget eller kort spadtaget är en liknande symbolhandling som grundstensläggningen. Första spadtaget utförs huvudsakligen för offentliga byggnader och anläggningar men även för nya större infrastrukturprojekt.
Första spadtaget inleder byggstarten av ett byggnadsverk och utförs liksom grundstensläggningen av byggherren, hans ställföreträdare eller prominenta personer från kommun och regering.  Ofta görs spadtaget av flera personer gemensamt, för vilka det tillhandahålls en speciell spade med flera skaft eller att personerna står i rad och gräver samtidigt. Ibland tillverkas en speciell "festspade" med en inskription på bladet.

## Bilder

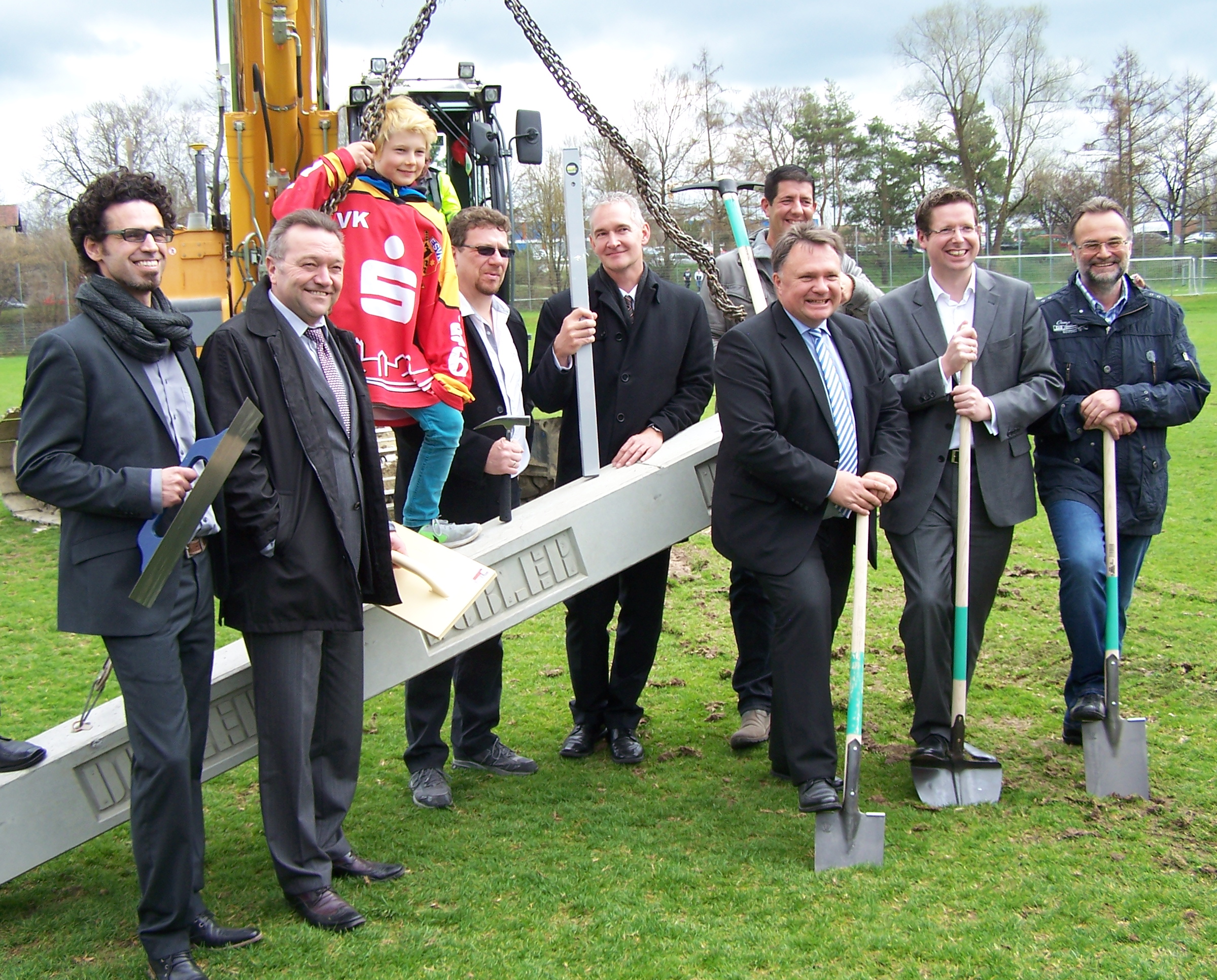
Första spadtaget för nybygget av en ishall i Kaufbeuren, Tyskland, 2016.
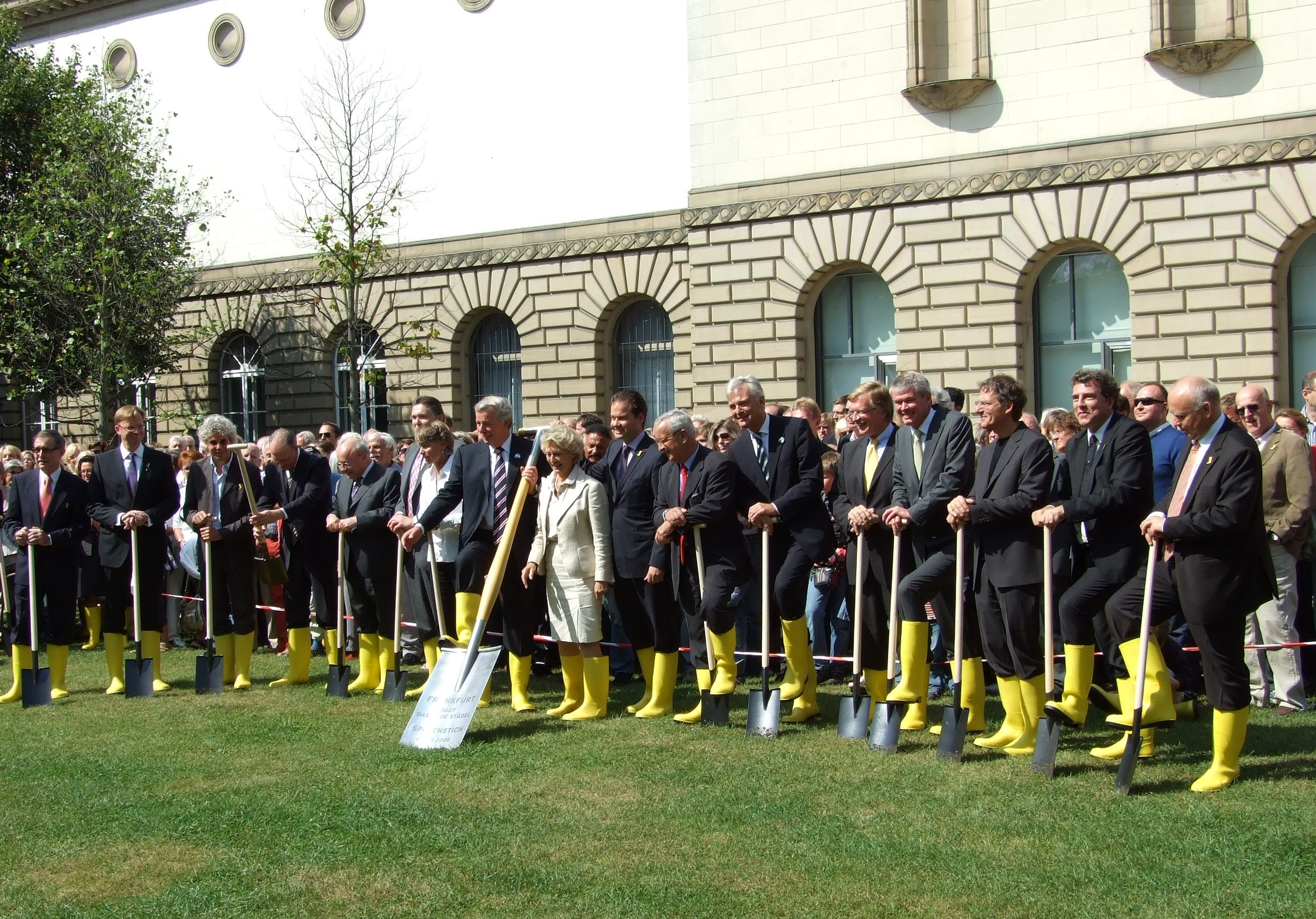
Första spadtaget för tillbyggnaden av Städel Museum i Frankfurt am Main 2009.
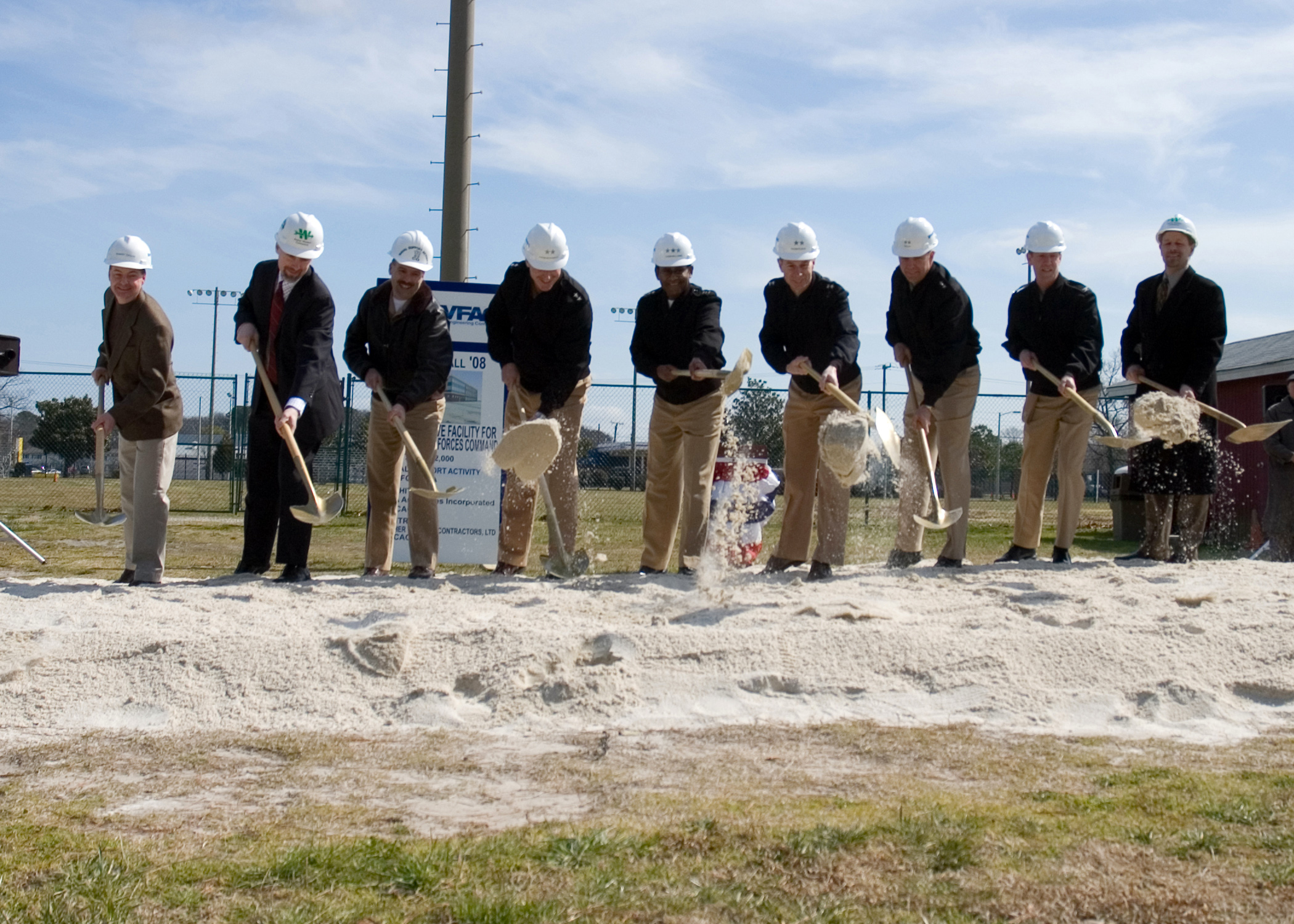
Första spadtaget för Navy Reserve Forces Command nya administrativa anläggning vid Naval Support Activity, Norfolk, 2007.
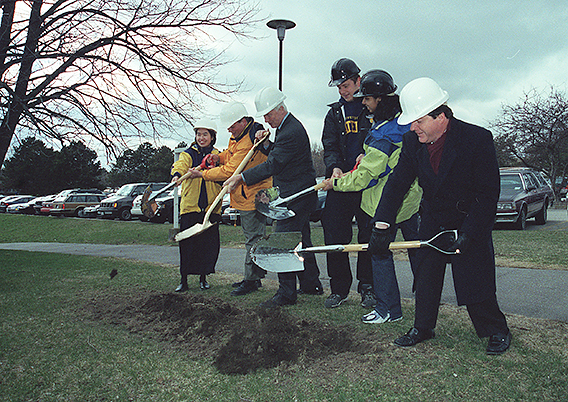
Första spadtaget för Mackenzie King Village i Canada, 2006.